# Campionati europei di ginnastica artistica maschile 2012
I XXX Campionati europei maschili di ginnastica artistica sono la 30ª edizione dei Campionati europei di ginnastica artistica, riservata alla categoria maschile. Si svolgono alla Park&Suites Arena di Montpellier, Francia, dal 23 al 27 maggio 2012; sono l'ultima importante competizione prima delle Olimpiadi di Londra 2012.

## Programma
| Giorno    | Ora (UTC+2)     | Evento                      |
| --------- | --------------- | --------------------------- |
| 23 maggio | Intera giornata | Qualificazioni junior       |
| 24 maggio | Intera giornata | Qualificazioni senior       |
| 25 maggio | Pomeriggio      | Concorso individuale junior |
| 26 maggio | Pomeriggio      | Concorso a squadre senior   |
| 27 maggio | Mattina         | Finali ad attrezzo junior   |
| 27 maggio | Pomeriggio      | Finali ad attrezzo senior   |

## Podi

### Senior
| Evento                          | Oro                                                                                       | Punti   | Argento                                                                                 | Punti   | Bronzo                                                                                       | Punti   |
| Concorso a squadre (dettagli)   | Gran Bretagna Kristian Thomas Louis Smith Daniel Purvis Ruslan Panteleymonov Max Whitlock | 266,296 | Russia Denis Abljazin Emin Garibov David Beljavskij Anton Golocuckov Aleksandr Balandin | 265,535 | Romania Flavius Koczi Marius Berbecar Ovidiu Buidoso Vlad Bogdan Cotuna Cristian Ioan Băţagă | 261,319 |
| Corpo libero (dettagli)         | Eleftherios Kosmidis                                                                      | 15,766  | Dzmitrij Barkalaŭ                                                                       | 15,300  | Gaël da Silva Alexander Shatilov                                                             | 15,166  |
| Volteggio (dettagli)            | Flavius Koczi                                                                             | 16,166  | Ihor Radyvyliv                                                                          | 16,066  | Denis Abljazin                                                                               | 16,062  |
| Cavallo con maniglie (dettagli) | Krisztián Berki                                                                           | 15,958  | Louis Smith                                                                             | 15,775  | Harutyum Merdinyan                                                                           | 15,300  |
| Anelli (dettagli)               | Aleksandr Balandin                                                                        | 15,666  | Matteo Morandi                                                                          | 15,466  | Denis Abljazin                                                                               | 15,433  |
| Parallele (dettagli)            | Marcel Nguyen                                                                             | 15,766  | Oleh Vernjajev                                                                          | 15,666  | Mitja Petkovšek                                                                              | 15,600  |
| Sbarra (dettagli)               | Emin Garibov                                                                              | 15,833  | Marijo Možnik                                                                           | 15,566  | Vlasios Maras                                                                                | 15,266  |

### Junior
| Evento                          | Oro                                                                                | Punti   | Argento                                                                                     | Punti   | Bronzo                                                                      | Punti   |
| Concorso a squadre (dettagli)   | Gran Bretagna Frank Baines Nile Wilson Gaius Thompson Courtney Tulloch Brinn Bevan | 253,684 | Russia Grigorij Zyrjanov Sergej Stepanov Vladislav Poljašov Ivan Stretovič Kirill Prokop'ev | 251,094 | Svizzera Eddy Yusof Marco Walter Christian Baumann Henji Mboyo Taha Serhani | 249,686 |
| Concorso individuale (dettagli) | Frank Baines                                                                       | 84,932  | Nile Wilson                                                                                 | 84,180  | Eddy Yusof                                                                  | 83,831  |
| Corpo libero (dettagli)         | Kirill Prokop'ev                                                                   | 14,333  | Daniel Radeanu                                                                              | 14,208  | Daan Kenis Andrej Korosteljev                                               | 14,200  |
| Volteggio (dettagli)            | Casimir Schmidt                                                                    | 15,283  | Daniel Radeanu                                                                              | 15,199  | Marco Walter                                                                | 15,183  |
| Cavallo con maniglie (dettagli) | Gaius Thompson                                                                     | 14,000  | Bram Louwije                                                                                | 13,700  | Eddy Yusof                                                                  | 13,466  |
| Anelli (dettagli)               | Courtney Tulloch                                                                   | 14,525  | Stephen Micholet                                                                            | 14,433  | Eddy Yusof                                                                  | 13,941  |
| Parallele (dettagli)            | Grigorij Zyrjanov                                                                  | 14,266  | Daniel Weinert İbrahim Çolak                                                                | 14,033  |                                                                             |         |
| Sbarra (dettagli)               | Frank Baines                                                                       | 13,833  | Eddy Yusof                                                                                  | 13,700  | Grigorij Zyrjanov                                                           | 13,666  |

## Medagliere
| Pos.   | Paese         | Oro | Argento | Bronzo | Totale |
| ------ | ------------- | --- | ------- | ------ | ------ |
| 1      | Gran Bretagna | 6   | 2       | 0      | 8      |
| 2      | Russia        | 4   | 2       | 3      | 9      |
| 3      | Romania       | 1   | 2       | 1      | 4      |
| 4      | Germania      | 1   | 1       | 0      | 2      |
| 5      | Grecia        | 1   | 0       | 1      | 2      |
| 6      | Paesi Bassi   | 1   | 0       | 0      | 1      |
| 6      | Ungheria      | 1   | 0       | 0      | 1      |
| 8      | Ucraina       | 0   | 2       | 0      | 2      |
| 9      | Svizzera      | 0   | 1       | 5      | 6      |
| 10     | Belgio        | 0   | 1       | 1      | 2      |
| 10     | Croazia       | 0   | 1       | 1      | 2      |
| 10     | Francia       | 0   | 1       | 1      | 2      |
| 13     | Bielorussia   | 0   | 1       | 0      | 1      |
| 13     | Italia        | 0   | 1       | 0      | 1      |
| 13     | Turchia       | 0   | 1       | 0      | 1      |
| 16     | Armenia       | 0   | 0       | 1      | 1      |
| 16     | Israele       | 0   | 0       | 1      | 1      |
| 16     | Slovenia      | 0   | 0       | 1      | 1      |
| Totale | Totale        | 15  | 16      | 16     | 47     |